# Empty Threat
«Empty Threat» es una canción de la banda de synthpop escocesa Chvrches, de su segundo álbum, Every Open Eye. Fue lanzado como el cuarto sencillo oficial del álbum el 10 de septiembre de 2015 a través de Virgin Records y Goodbye Records. La canción cuenta con un vídeo musical, publicado en el canal de la banda el 20 de noviembre de 2015.

## Recepción
La canción recibió críticas generalmente positivas. Georgia Parke de The Chronicle la catalogó como "una invitación... afortunadamente rápida y cristalina de las mejores voces de Mayberry en el álbum". Andrew Trendell de Gigwise dijo de la canción "es una oleada abrumadora de toxinas felices — traída por el tipo de soundtrack propio de esos momentos en las películas de los años 80 en donde la figura del perdedor se alza hacia lo alto. Tan desvergonzadamente satisfactorio, éste es el equivalente audio de [un] high five".

## Descripción
Iain Cook habló de la canción, diciendo:

Cada vez que trabajamos en una nueva canción, es de suma importancia que encontremos el equilibrio adecuado entre los diversos elementos de la pista y la instrumentación. Ya sea la tensión entre las melodías más brillantes y letras más oscuras, o sintetizadores chispeantes u una producción arenosa, es una firma de lo que hacemos. Trabajamos duro para conseguir la combinación correcta de esas cosas para “Empty Threat”, y al final nos las arreglamos para encontrar el punto dulce que capta la esencia de Chvrches.

## Vídeo musical
El vídeo musical de «Empty Threat» fue filmado en Rapids Water Park de Riviera Beach, Florida, bajo la dirección de Austin Peters. Peters rodó el video en una película de 16 mm, citando una calidad emocional de la película que él siente que carece de medios digitales. Según Peters, la banda no se incluyó en el vídeo musical no solo por el hecho de no estar particularmente interesados en figurar en él, sino también porque la premisa del vídeo realmente no justificaba incluir a la banda; Si la banda hubiera sido un grupo de góticos de la escuela secundaria, dijo, su presencia habría contribuido demasiado al vídeo y a su ambiente. Independientemente, Peters declaró que la banda apoyó en todo momento la idea y se mostró conforme con el resultado.